# Susanne Dengler
Susanne Dengler (* 1. Juni 1964 in St. Pölten) ist eine österreichische Sopranistin und Musicaldarstellerin.

## Leben
Susanne Dengler maturierte 1983 an einem Wiener Gymnasium und besuchte danach das Konservatorium in Wien. Sie studierte bei dem Choreografen Sam Cayne, sang bei Christine Schwarz, nahm Schauspielunterricht bei Lilo Mrazek und erwarb ihr Diplom Cum Laude.
Ihre Karriere fing im Wiener K&K mit einer Comedyshow an. Danach erhielt sie die Rolle von Louise im Musical The Fantasticks. Weitere Rollen folgten, z. B. die Fantine in Les Misérables in Wien und die Ilona in der Operette Sissy. Außerdem spielte sie die „Gumbie Katze“ im Musical Cats und die Hauptrolle Sally Bowles in Cabaret. Dann folgte die Titelrolle im Musical Evita, welche sie mehr als hundert Mal in den beiden deutschen Produktionen darstellte.
Dengler lebt heute in den Niederlanden und arbeitet als Musical-Lehrerin. Sie hat zwei Kinder.

## Musicals
- Louise in The Fantasticks, Sommertheater Stockerau, Österreich, anschließend Tournee in Deutschland, Schweiz und Österreich, 1990
- Fantine in Les Misérables, Vereinigte Bühnen, Wien, Österreich, 1990
- Ilona in Sissy, Sommerfestspiele Bad Ischl, Österreich, 1992
- Jenny/Gumbie in Cats, Operettenhaus Hamburg, Deutschland 1992–1994
- Sally Bowles in Cabaret, Schmidts Tivoli, Hamburg, Deutschland 1993–1994
- Vi Petty in Buddy, Neue Metropol Theater, Hamburg, Deutschland 1994–1995
- Evita in Evita, Deutsche Premiere 1. Februar 1997, Schillertheater NRW in Gelsenkirchen, Deutschland.
- Evita in Evita, Schillertheater NRW, 1998–1999 in Musiktheater Gelsenkirchen, Deutschland.
- Evita in Evita, 1999, Hildesheim, Deutschland.
- Lisa in Jekyll & Hyde, Deutsche Premiere 19. Februar 1999 bis 31. Dezember 2000, Musicaltheater Bremen, Deutschland
- Aldonza in Der Mann von La Mancha, Hildesheim 2000–2001, Deutschland,
- Fantine in Les Miserables, Chemnitz, Deutschland, 2003
- Evita in Evita, Annaberg-Buchholz, Deutschland, 2006

## Oper und Operette
- Akelei im Kinderoper Quirl, Carinthischer Sommer Villach, Österreich, 1989
- Josepa in der Operette Im Weißen Rössl von Ralph Benatzky, Tecklenburg, Deutschland 2001

## Kabarett
- Soloprogramm Aber nun zu etwas ganz anderem, K&K Theater, Wien, Österreich, 1989
- Putzfrau im Cabaret Erwin Steinhauer, verschiedene Theater in Wien, Österreich, und toernee Österreich, 1989–1990
- Soloprogramma Splitting Images, verschiedene Theater in Wien, Österreich, 1991–1992

## Konzerte
- Musical Meets Opera and Ballet, Niederlande 2002

## Filmographie und Television
- Aber Nun Zu Etwas – Serie, ORF, Österreich, 1989
- Don’t walk around in the nude – Fernsehfilm, ORF, Österreich, 1989
- Comedy Express – Fernsehserie, ORF, Österreich, 1989
- Fröhlich im Herbst – ORF, Österreich, 1990

## CDs
- Jekyll and Hide, Lisa, Original Bremen Cast, 2001
- Tenoriginals, backing vocals, Florian Schneider Solo-CD, Schweiz 1994
- Buddy, Original Hamburg Cast, Columbia Records (Sony Music) 1998
- Susanne 4 U, Solo-CD, Niederlande 2002

## Übersetzungen
- Musical Jekyll & Hyde
- Musical Romeo & Julia